# IKK-Direkt
Die IKK-Direkt mit Sitz in Kiel war eine deutsche Innungskrankenkasse (IKK). Als Krankenkasse war sie eine Körperschaft des öffentlichen Rechts. Gegründet wurde sie am 1. Februar 2003 als „DGT-Direkt Gesundheitstechnik“ auf Initiative der Zahntechniker-Innungen Schleswig-Holstein und Bremen. Mitte 2005 wurde der Name von IKK-Direkkt – mit doppeltem k – auf IKK-Direkt umgestellt.
Die IKK-Direkt war bundesweit geöffnet und betreute nach eigenen Angaben 929.000 (Stand: April 2008) Privat- und Firmenkunden. Als Direktkrankenkasse verzichtete sie auf ein Geschäftsstellennetz. Die Beitragssätze lagen seit Gründung meist unter dem Durchschnittsbeitragssatz in der Gesetzlichen Krankenversicherung (GKV). Am 1. Januar 2009 fusionierte die IKK-Direkt mit der Techniker Krankenkasse. Mit gut 7,2 Millionen Kunden entstand die zu diesem Zeitpunkt größte Krankenkasse Deutschlands. Der Name lautet weiterhin „Techniker Krankenkasse“. Damit wechselte die IKK-Direkt auch die Krankenkassenart: Aus der Primärkasse wurde eine Ersatzkasse.